# Porta del Cos de Guàrdia
|  | No s'ha de confondre amb Barbacana o Porta de fortificació. |

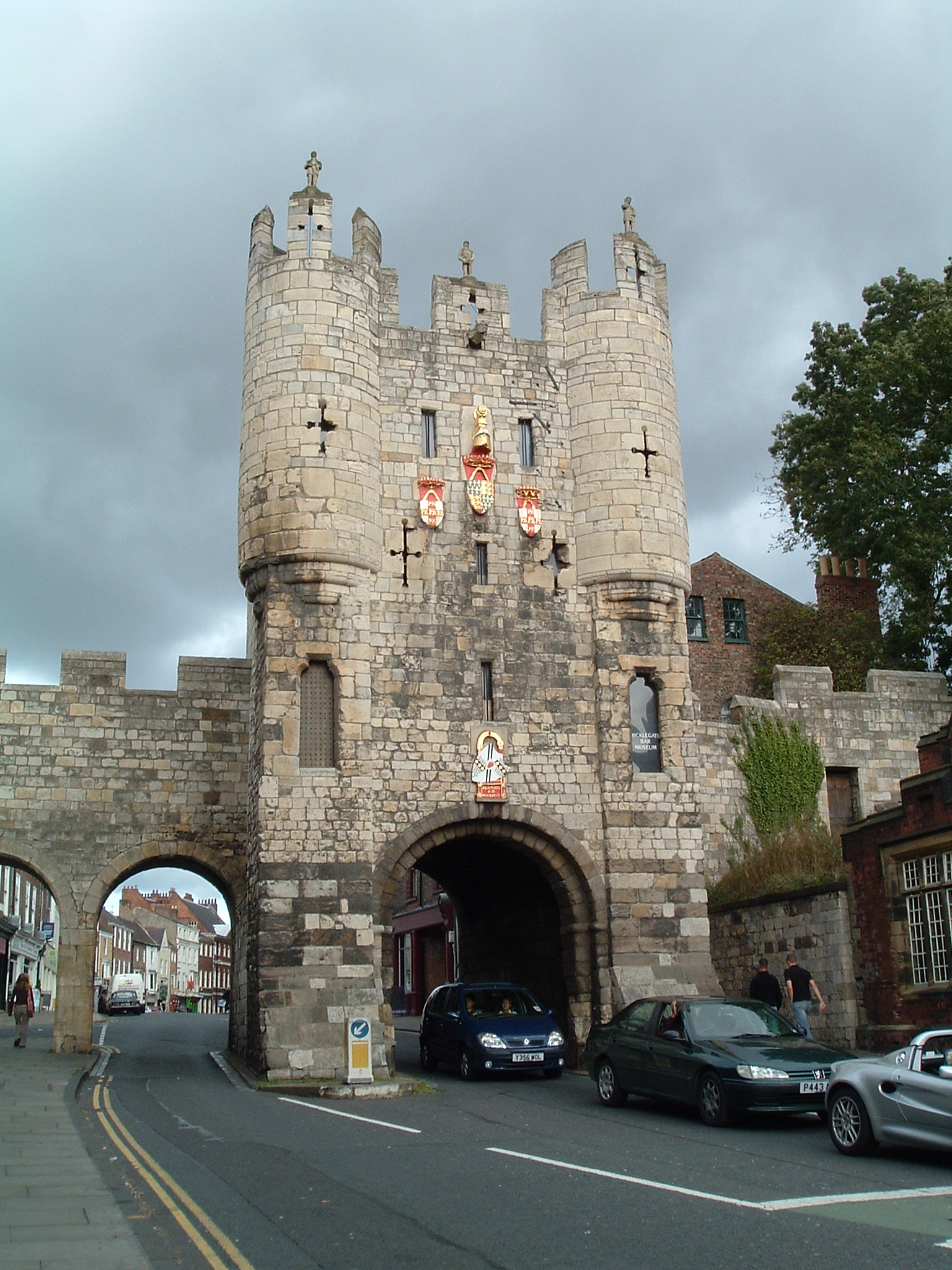
Micklegate, Porta fortificada situada a York (Anglaterra)

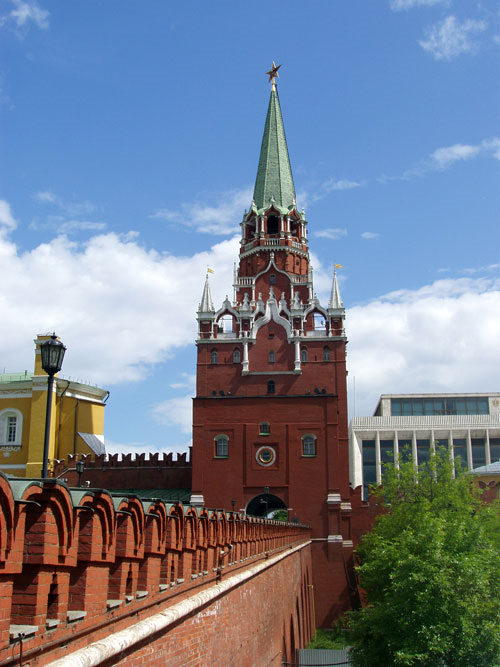
Torre Troitskaya "porta fortificada" i el pont que la separa de la "barbacana" Kutafya.

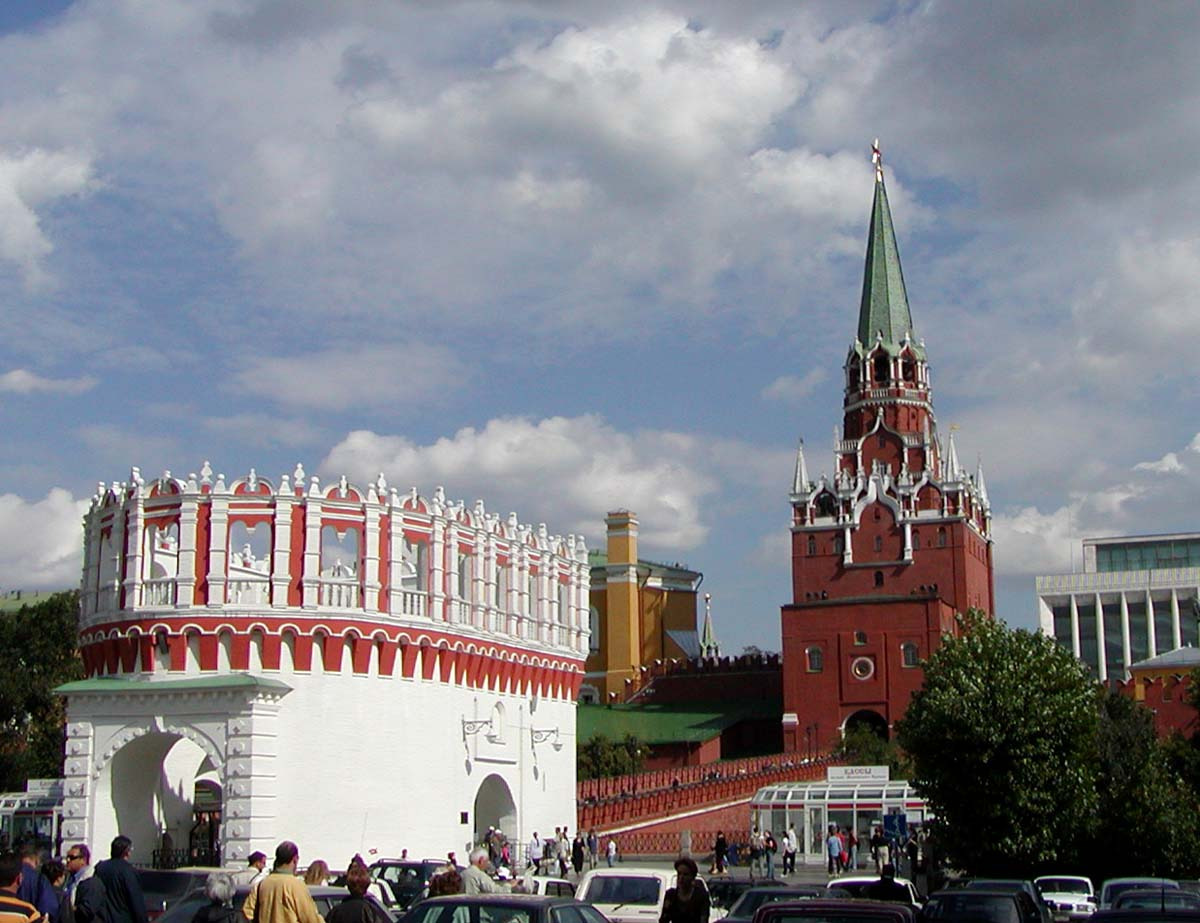
Torres Kutafya ("barbacana") i Troitskaya ("porta fortificada"), al Kremlin.

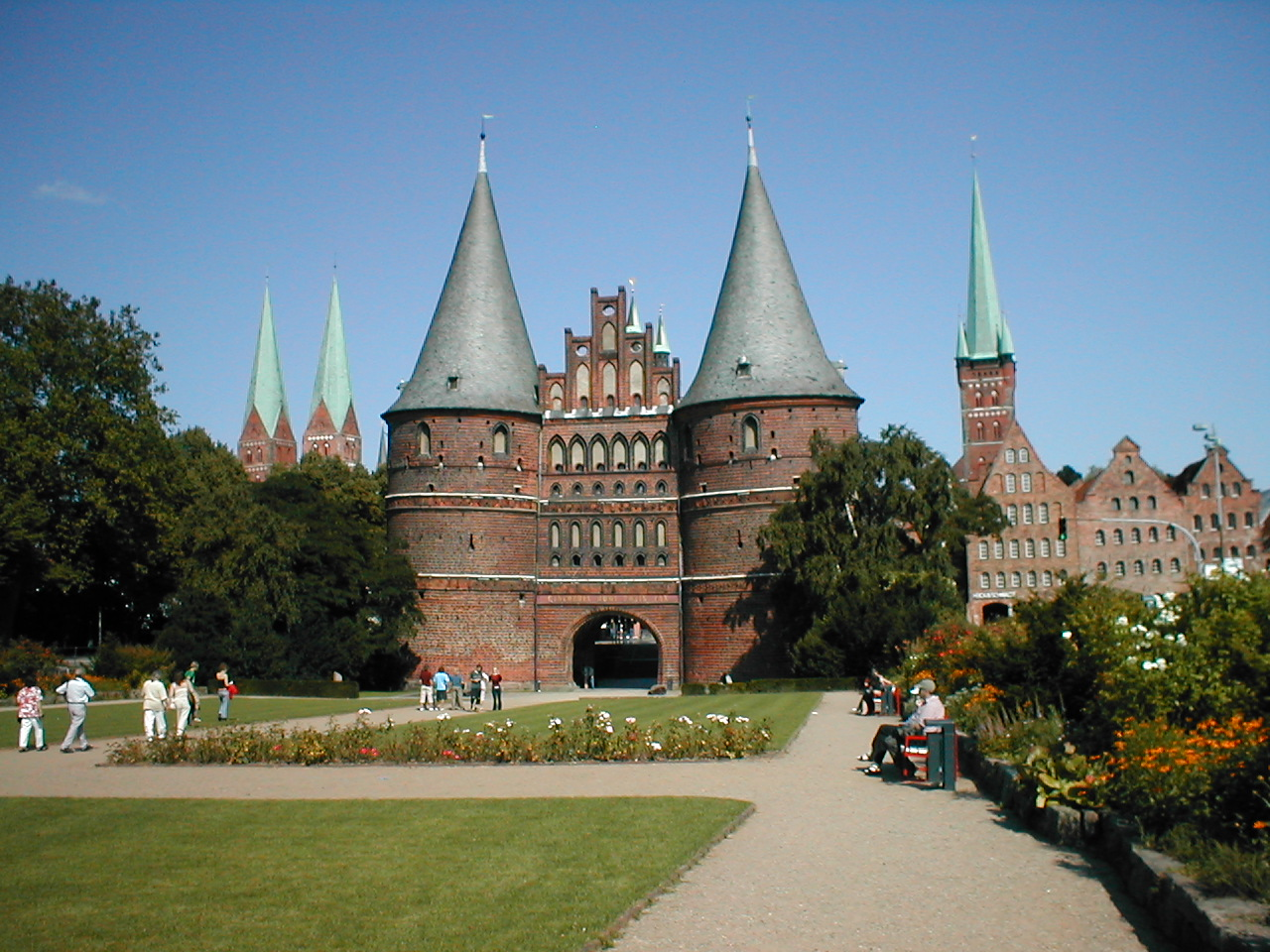
Porta fortificada de Lübeck

Una porta fortificada o cos de guàrdia, és una estructura característica dels castells i de les ciutats europees o de les mansions i cases senyorials. Originalment era la "casa de la guàrdia", una estructura fortificada construïda sobre l'entrada.
A l'altre costat del fossat s'hi situava una barbacana. Si no hi ha fossat o pont es tracta simplement d'una porta fortificada. En arquitectura s'entén per porta fortificada, una construcció adjunta o annexada a l'entrada d'un castell, d'una casa senyorial o d'una altra construcció similar d'importància.
Les portes fortificades van aparèixer per primera vegada durant l'edat mitjana, quan eren necessàries per a protegir les entrades principals dels castells o de les ciutats. Durant la primera meitat del segle xiii van arribar a tenir tres o quatre plantes i una torre a cada banda.
Les portes fortificades solen estar compostes per dues portes –en sentit estricte– que podien tenir un o més rastells, l'àmbit comprés entre elles i una planta superior. Adossades als murs d'aquest àmbit intern poden localitzar-s'hi cambres com el cos de guàrdia, petits magatzems, masmorres. En ser els accessos a les fortaleses els punt més vulnerables als assalts, aquestes portes servien com a sistema afegit. Podien disposar de diversos elements defensius: ponts llevadissos, matacans, rastells que protegeixen la part exterior de la porta; espitlleres obertes tant a l'exterior com a l'espai entre portes des de les cambres interiors, trapes, desnivells i corbes entre les portes per defensar l'àmbit intern.
De vegades les portes fortificades formaven part de les fortificacions de les ciutats. Un nombre limitat de portals permetia una millor defensa dels ponts de pas a la ciutat, regular l'accés als mercats i recaptar els peatges.
Després de l'edat mitjana moltes portes fortificades a Europa van perdre la seva funció defensiva i van ser convertides en elements decoratius, tant les portes d'entrada a les ciutats com algunes portes d'entrada a llargues cases senyorials, palaus o castells. Fins a la fi del segle xix sovint van servir de punt de peatge. A poc a poc van esdevenir un obstacle per al trànsit i moltes portes van ser enderrocades.

## Països Catalans

### Catalunya
- Vila fortificada de Ceret[4]
- Porta Reial del Reial Monestir de Santa Maria de Poblet
- Portal fortificat de Prades

### País Valencià
- Porta dels Serrans i Porta de Quart a València

## Europa

### Anglaterra
Alguns exemples notables es localitzen a:
- Ightham Malnom, propera a Sevenoaks, al comtat de Kent
- Castell de Nottingham, a Nottingham
- Castell de Stokesay, a Stokesay, comtat de Shropshire
- Stanway Hall, a Stanway, comtat de Gloucestershire
- Westwood, al comtat de Worcestershire
- Burton Agnes Hall, al comtat de Yorkshire
- Castell de Hylton, a Sunderland, comtat de Tyne and Wear

### Bèlgica

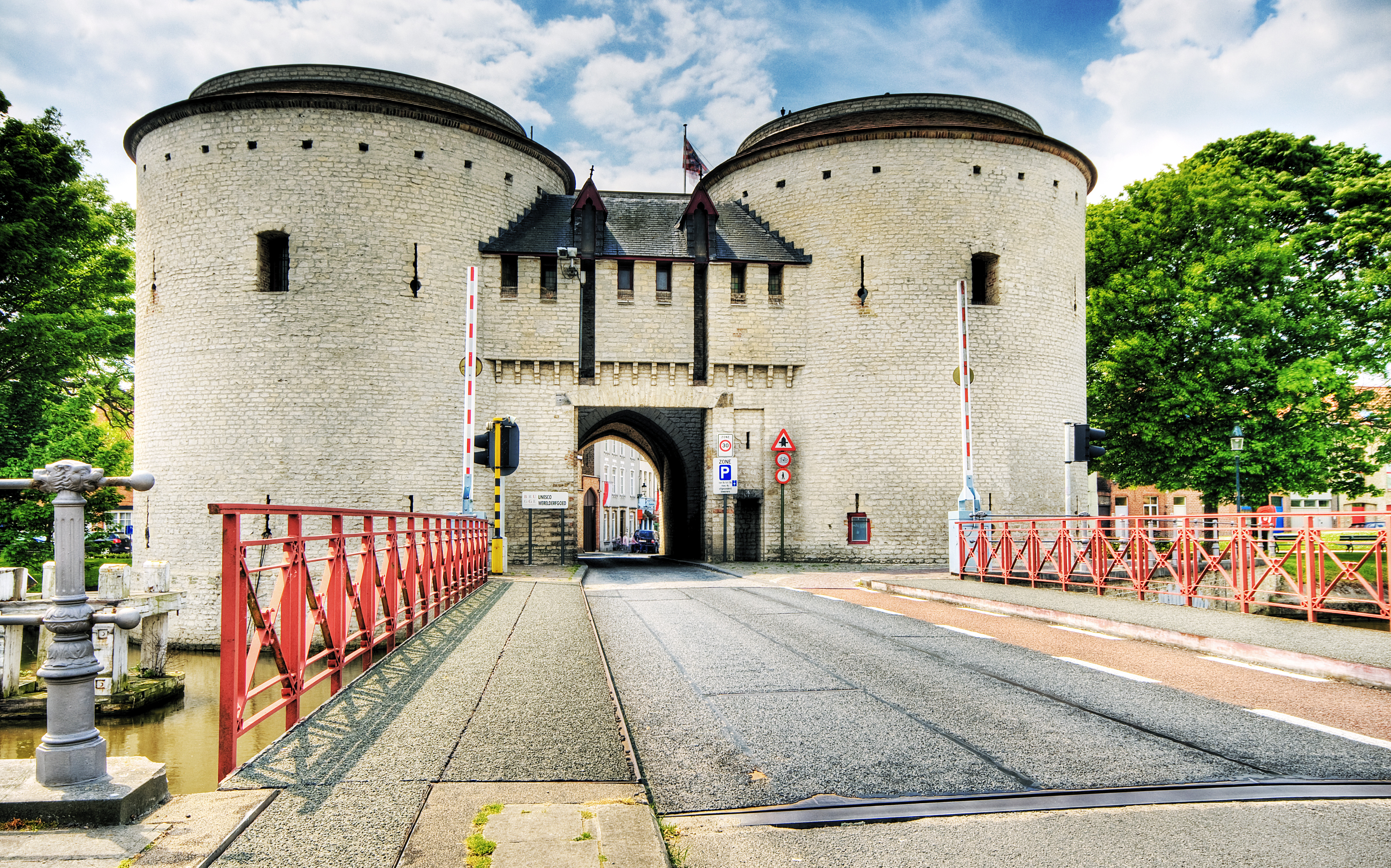
La Kruispoort (porta de la Creu) a Bruges
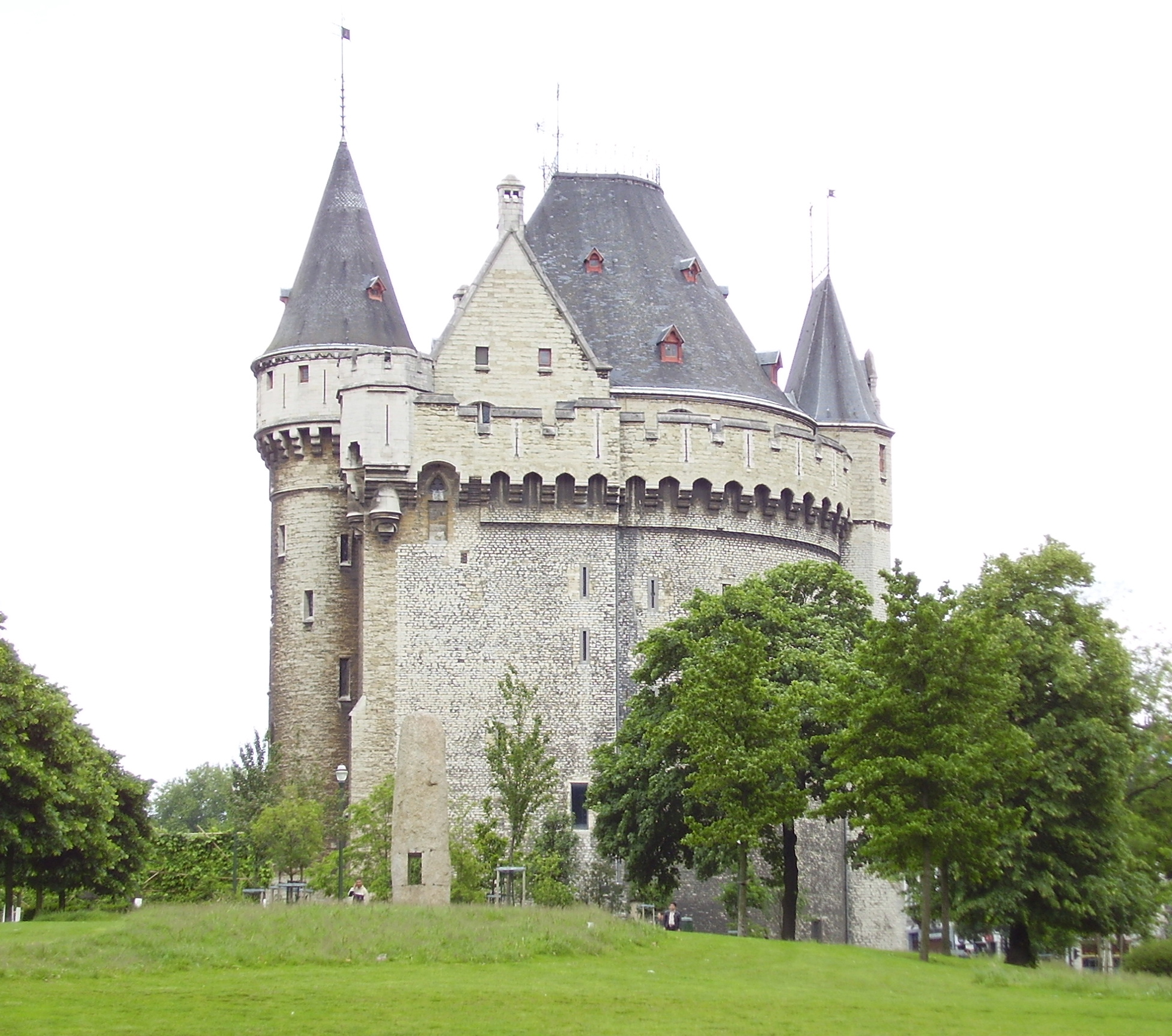
L'Hallepoort (porta d'Halle) a Brussel·les
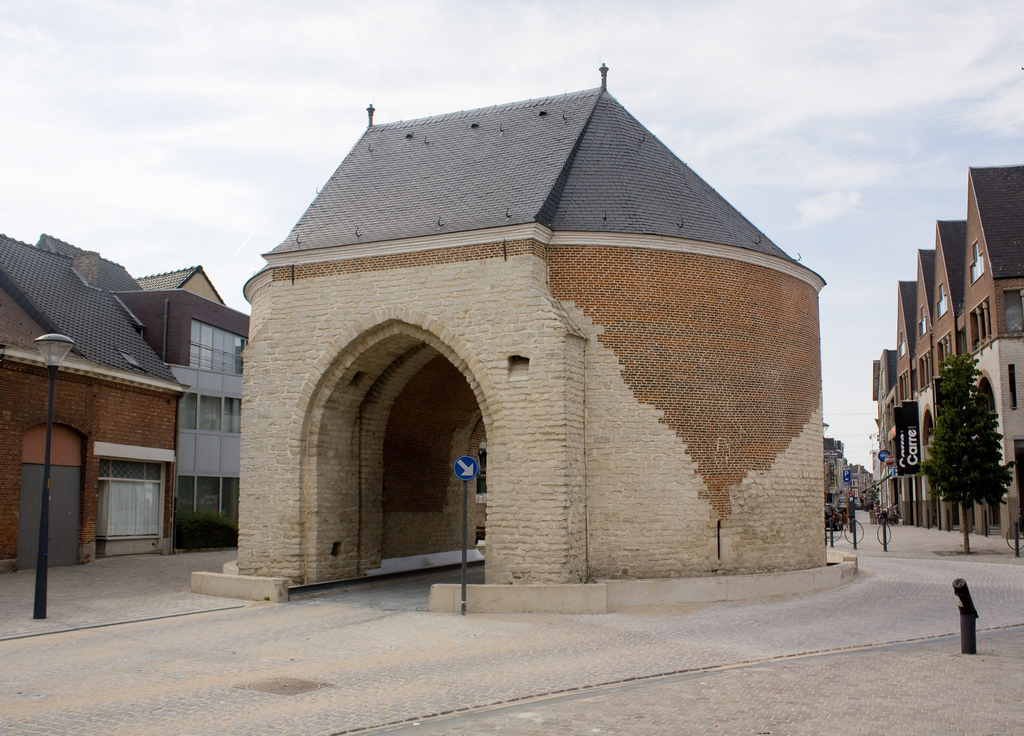
La Bovenpoort a Herentals
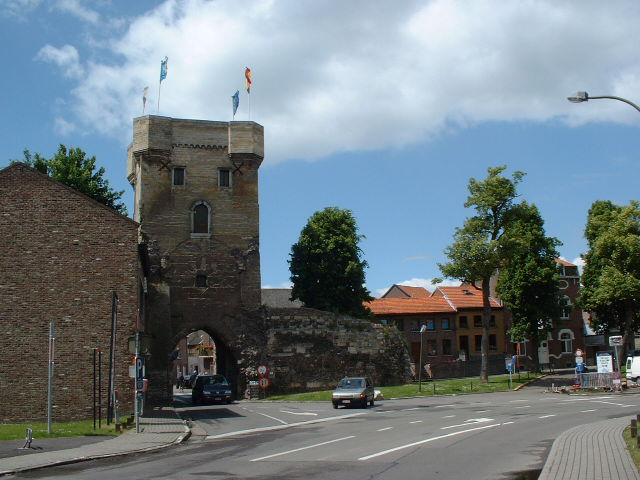
La Moerenpoort a Tongeren damunt una muralla romana
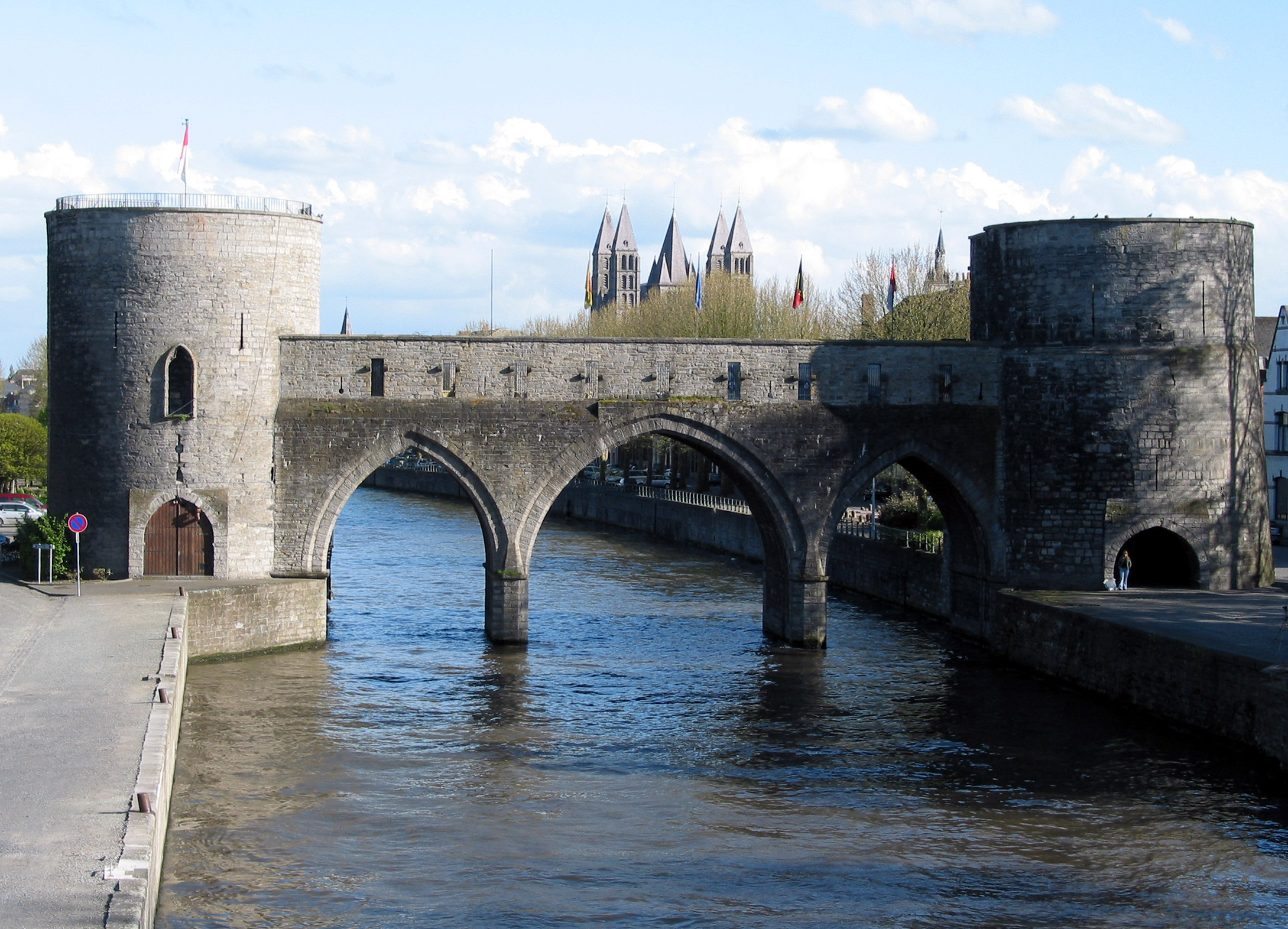
Porta i pont fortificats a l'Escalda a Tournai

### França
A França les portes fortificades es denominen  logis-porxo , les més llargues també són denominades  Châtelet  (petit castell). Eren estructures massives i complexes que podien servir tant de porta d'entrada com d'allotjament o bé estar compost d'una porta d'entrada a través d'un mur de tancament. Alguns dels exemples més notables es localitzen a:
- Castell de Suscinio, a Sarzeau
- Castell de Trécesson, a Campénéac
- Castell de Vitré, a Vitré

## Amèrica
Alguns exemples notables es localitzen a:
- Castle Gatehouse, a Washington DC
- Latrobe Gate, a Washington DC
- Lorraine Park Cemetery Gate Lodge, a Woodlawn, Maryland